# Kalikho Pul

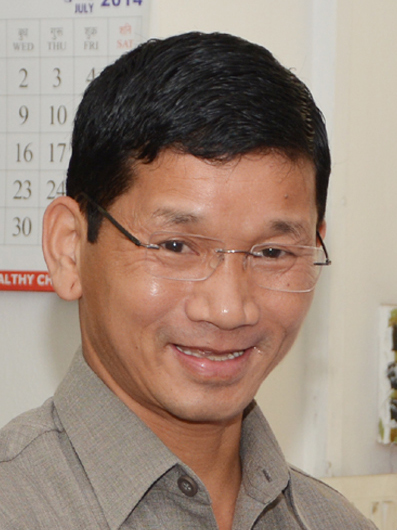
Kalikho Pul, 2014

Kalikho Pul (* 20. Juli 1969 in Walla, nahe Hawai, Arunachal Pradesh (Indien); † 9. August 2016 in Itanagar, Arunachal Pradesh) war ein Politiker im indischen Bundesstaat Arunachal Pradesh. Vom 19. Februar 2016 bis 13. Juli 2016 war er Chief Minister von Arunachal Pradesh.

## Leben
Khalikho Pul gehört der tibeto-birmanischen Ethnie der Kaman-Mishmi an. Er wurde in einem kleinen Dorf im Bezirk Hawai im Distrikt Anjaw im Osten von Arunachal Pradesh geboren und besuchte das Indira Gandhi Government College in Tezu (Distrikt Lohit). Mit seiner Frau Dangwimsai Pul hat er fünf Söhne.
Pul begann seine politische Laufbahn in den 1980er Jahren in der Kongresspartei. Bei den Wahlen zum Parlament von Arunachal Pradesh wurde er 1995, 1999, 2004, 2009 und 2014 jeweils im Wahlkreis 45-Hayuliang als Abgeordneter für die Kongresspartei gewählt. In verschiedenen Regierungen der Kongresspartei diente er als Staatssekretär bzw. Minister mit verschiedenen Aufgabenbereichen (Energie, Finanzen, Landverteilung, Gesundheitswesen, Fischerei, Justiz, Familien- und Sozialpolitik, Stammesangelegenheiten).

### Regierungskrise in Arunachal Pradesh und Wahl zum Chief Minister
Im Dezember 2015 kam es zur Regierungskrise in Arunachal Pradesh, nachdem sich 14 Mitglieder der 42 Abgeordnete starken Kongressfraktion gegen den regierenden Chief Minister Nabam Tuki stellten und zusammen mit der Opposition abstimmten. Die Regierung Tuki hatte damit ihre Mehrheit im Parlament verloren. Zum Führer der Dissidenten-Fraktion wurde Kalikho Pul gewählt. Am 26. Januar 2016 wurde die Regierung Tuki durch den Gouverneur suspendiert und der Bundesstaat bis zum 19. Februar 2016 unter die Kontrolle der Zentralregierung (president’s rule) gestellt. Am 19. Februar wurde Pul mit der Unterstützung von 18 ehemaligen Kongress-Abgeordneten sowie von 11 Abgeordneten der BJP und zwei Unabhängigen zum neunten Chief Minister in der Geschichte von Arunachal Pradesh gewählt. Zwei Wochen nach der Wahl schlossen sich Pul und 29 Kongresspartei-Dissidenten der Regionalpartei People’s Party of Arunachal (PPA) an.
Am 13. Juli erklärte der Oberste Gerichtshof Indiens die Aktionen des Gouverneurs für rechtswidrig. Dieser habe seine Kompetenzen überschritten, indem er den Bundesstaat unter president’s rule gestellt hatte. Folge des Gerichtsurteils war, dass der abgesetzte Chief Minister Nabam Tuki erneut in sein Amt eingesetzt wurde. Wenige Stunden vor einer geplanten Vertrauensabstimmung im Parlament von Arunachal Pradesh verzichte der umstrittene Tuki jedoch auf sein Amt und am 16. Juli 2016 gewann der Kompromisskandidat Pema Khandu (Kongresspartei) die Vertrauensabstimmung und wurde neuer Chief Minister. Die Dissidenten der Kongresspartei kehrten ganz überwiegend wieder in die Kongresspartei zurück.
Am 9. August 2016 wurde Kalikho Pul erhängt in seinem Büro aufgefunden. Die Polizei ging von einem Suizid aus.